# Нойвизе

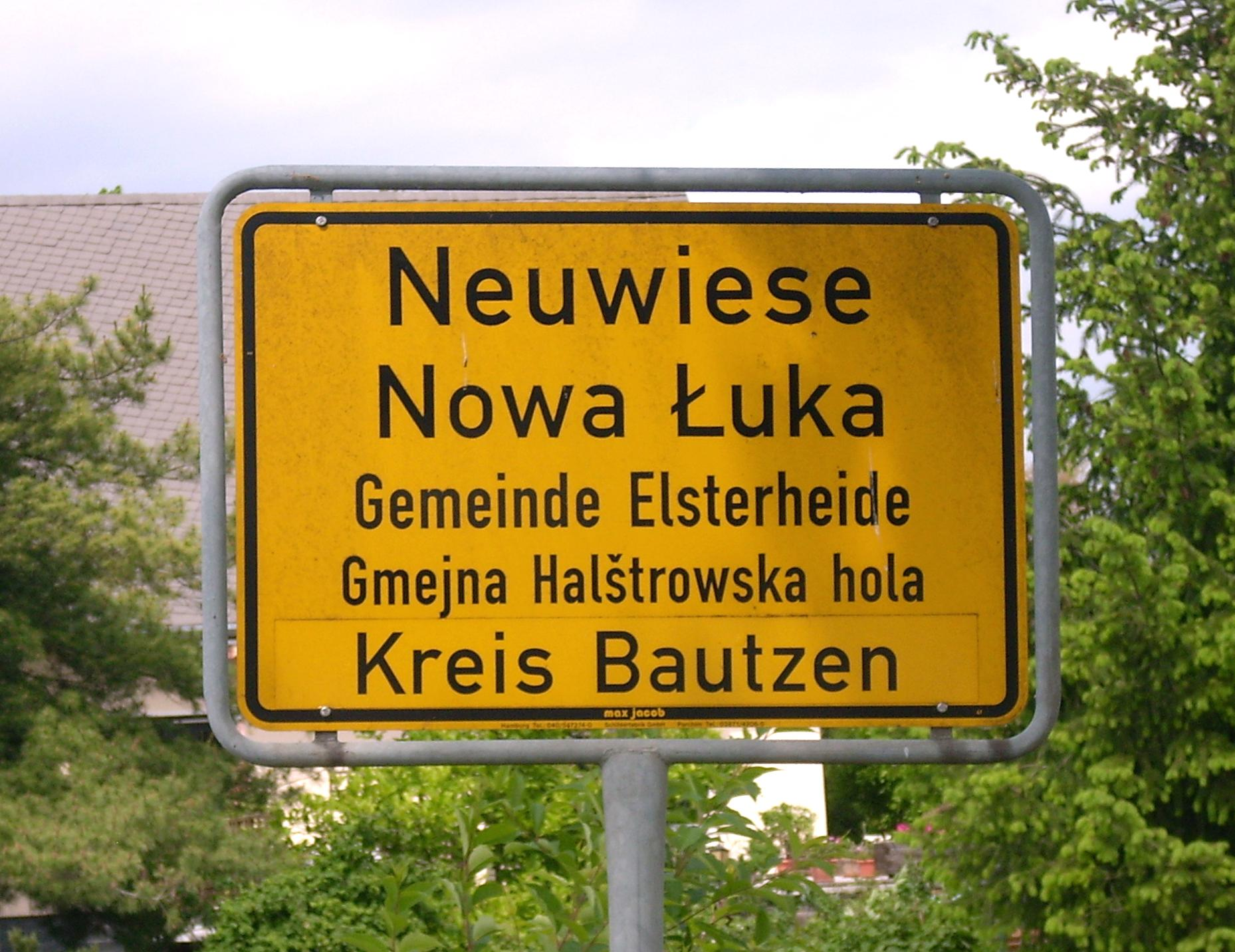
Двуязычный дорожный указатель

Но́йвизе или Но́ва-Лу́ка (нем.  Neuwiese; в.-луж. Nowa Łukaо файле) — деревня в Верхней Лужице, Германия. Входит в состав коммуны Эльстерхайде района Баутцен в земле Саксония. Подчиняется административному округу Дрезден.
В административные границы Нойвизе также входит деревня Горы-пола-Войерец, не имеющая официального статуса населённого пункта.

## География
Находится на севере Верхней Лужицы в районе Лужицких озёр примерно в четырёх километрах северо-западнее от города Хойерсверда. Через деревню проходит автомобильная дорога S234, которая соединяет её с деревней Горы-пола-Войерец. На севере находится промышленный район «Нойвизе-Берген».
Соседние населённые пункты: на северо-востоке — деревня Горы-пола-Войерец и на юго-западе — деревня Нарч.

## История
Деревня имеет древнеславянскую круговую форму построения жилых домов с площадью в центре. Впервые упоминается в 1401 году под наименованием Weze.
В 1938 году к Нойвизе была присоединена деревня Горы-пола-Войерец, которая была лишена самостоятельного статуса сельского населённого пункта. До 1995 года была административным центром одноимённой коммуны. С 1995 года входит в современную коммуну Эльстерхайде.
В настоящее время деревня входит в состав культурно-территориальной автономии «Лужицкая поселенческая область», на территории которой действуют законодательные акты земель Саксонии и Бранденбурга, содействующие сохранению лужицких языков и культуры лужичан.
Исторические немецкие наименования
- Weze, 1401
- Nawewiese, 1568
- Neuwiese, 1768

## Население
Официальным языком в населённом пункте, помимо немецкого, является также верхнелужицкий язык.
Согласно статистическому сочинению «Dodawki k statisticy a etnografiji łužickich Serbow» Арношта Муки в 1884 году в деревне проживало 251 человек (из них — 251 серболужичанин (100 %)).
Лужицкий демограф Арношт Черник в своём сочинении «Die Entwicklung der sorbischen Bevölkerung» указывает, что в 1956 году при общей численности в 545 человек серболужицкое население деревни составляло 78,5 % (из них верхнелужицким языком владело 332 взрослых и 96 несовершеннолетних).
С 1938 года численность населения деревни Нойвизе учитывается вместе с деревней Горы-пола-Войерец.
| 1825 | 1871 | 1885 | 1905 | 1925 | 1939 | 1946 | 1950 | 1964 | 1990 |
| ---- | ---- | ---- | ---- | ---- | ---- | ---- | ---- | ---- | ---- |
| 259  | 262  | 255  | 261  | 268  | 526  | 552  | 572  | 506  | 610  |